# Gmina Krynica-Zdrój
Die Gmina Krynica-Zdrój (bis 2001 Gmina Krynica) ist eine Stadt-und-Land-Gemeinde im Powiat Nowosądecki der Woiwodschaft Kleinpolen in Polen. Ihr Sitz ist die gleichnamige Kurstadt mit fast 11.000 Einwohnern.

## Geschichte
Von 1973 bis 1976 hieß die Gemeinde Gmina Tylicz und bis 2001 Gmina Krynica. Von 1975 bis 1998 gehörten diese zur Woiwodschaft Nowy Sącz.

### Partnerstädte
- Bad Sooden-Allendorf (Deutschland)
- Amersham (Großbritannien)
- Montana (Bulgarien)
- Bardejov (Slowakei)

## Gliederung
Zur Stadt-und-Land-Gemeinde (gmina miejsko-wiejska) gehören neben dem namensgebenden Kurort folgende acht Dörfer mit je einem Schulzenamt:
Berest
Czyrna
Mochnaczka Niżna
Mochnaczka Wyżna
Muszynka
Piorunka
Polany
Tylicz